# Косовський Сергій Віталійович
Сергій Віталійович Косовський (нар. 19 травня 1998, Київ, Україна) — український футболіст, півзахисник ФК «Лівий берег» .

## Клубна кар'єра
Народився в Києві. З 2010 по 2015 рік виступав за столичне «Динамо» у ДЮФЛУ. У сезоні 2015/16 років грав за динамівську команду U-19, у складі якого того сезону виграв юнацький чемпіонат України.
У 2016 році перейшов до «Ворскли». Виступав за юнацьку, а згодом і молодіжну команду клубу. У молодіжці «ворсклян» став системоутворюючим футболістом. За головну команду полтавців дебютував 5 травня 2017 року в переможному (1:0) виїзному поєдинку 28-го туру Прем'єр-ліи проти луцької «Волині». Сергій вийшов на поле на 90+2-й хвилині, замінивши Дмитра Хльобаса. Той матч виявився для Косовського єдиним у першій команді полтавців.
У середині вересня 2019 року підписав 1-річний контракт з «Оболонь-Броварем». У столичній команді отримав 29-й ігровий номер. Дебютував у складі київської команди 15 вересня 2018 року в переможному (3:1) виїзному поєдинку 9-го туру Першої ліги проти «Дніпра-1». Косовський вийшов на поле на 77-й хвилині, замінивши Олександра Гуськова. У складі «пивоварів» зіграв 11 матчів у Першій лізі. У середині липня 2019 року залишив київський колектив.

## Кар'єра в збірній
З 2013 по 2015 рік у футболці юнацьких збірних України U-16 та U-17 зіграв 19 матчів, в яких відзначився 1 голом (з центральної частини поля у воротах французів). Викликався також до юнацької збірної України U-19, проте в її складі не зіграв жодного матчу.

## Особисте життя
Син відомого українського футболіста Віталія Косовського, колишнього гравця київського «Динамо» та національної збірної України.

## Досягнення
«Динамо U-19» (Київ)
- Чемпіонат U-19 України
  -  Чемпіон (1): 2015/16